# Ditha ogasawarensis
Ditha ogasawarensis är en spindeldjursart som beskrevs av Sato 1981. Ditha ogasawarensis ingår i släktet Ditha och familjen Tridenchthoniidae. Inga underarter finns listade i Catalogue of Life.